# Нырок (бокс)

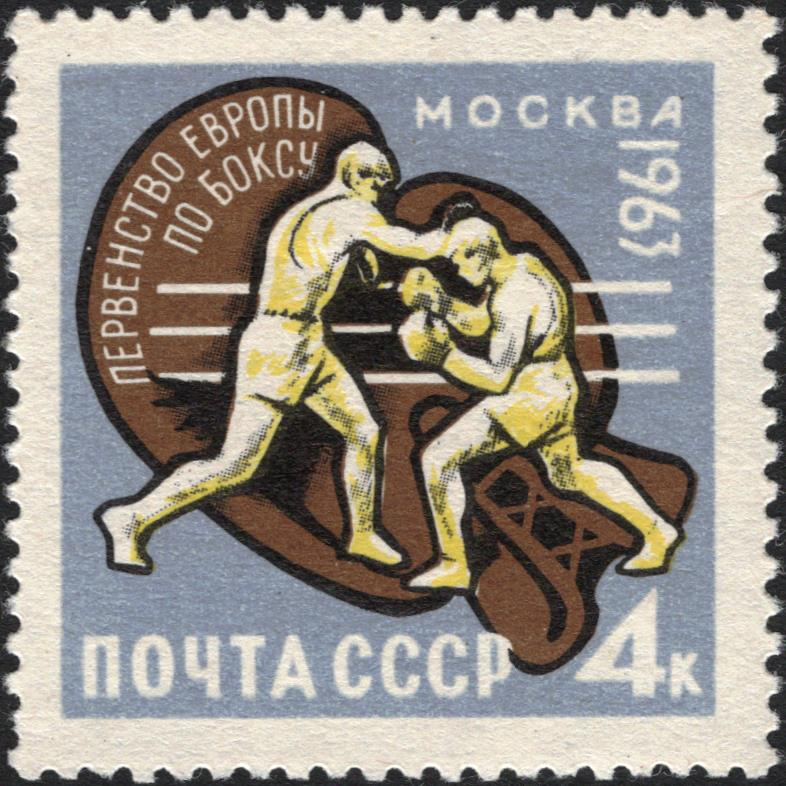
Советская почтовая марка сo стилизованным изображением нырка под правый «крюк»

Нырок или защита нырком — технический элемент из классического бокса, предназначенный прежде всего для защиты от бокового удара, направленного в голову. Выполняется быстрой группировкой тела, одним слитным движением по кратчайшей траектории вниз, под бьющую руку, с возвратом в боевую стойку на её противоположной стороне. Правильная техника нырка подразумевает активную работу ногами, которая позволяет не потерять противника из поля зрения. При этом в коротком подседе допускается перенос массы тела с ноги на ногу.
Советские специалисты по боксу оценивали защиту нырком весьма высоко по причине того, что она оставляет руки бойца свободными для других действий. Заслуженный мастер спорта Б. С. Денисов в одной из своих книг отметил, что этот способ обороны хорошо сочетается с двойной локтевой защитой. Кроме этого, в комбинации с нырком возможно применение разнообразных контрударов: встречных — в момент нырка и ответных — при выходе из него.
По правилам бокса, запрещёно выполнение нырка ниже пояса, а для избежания травм и случайных ударов головой запрещён вынос головы вперёд в ходе нырка.